# Walter e Henry
Walter e Henry (Walter and Henry) è un film per la televisione del 2001 diretto da Daniel Petrie.
È un film drammatico statunitense e canadese con John Larroquette, Nicholas Braun, James Coburn, Brittany Allen e Kate Nelligan.

## Produzione
Il film, diretto da Daniel Petrie su una sceneggiatura di Geoffrey Sharp, fu prodotto da Chiz Schultz per la Hallmark Entertainment, la Showtime Networks e la Yorktown Productions tramite la Walter and Henry Productions e girato a Toronto.

## Distribuzione
Il film fu trasmesso negli Stati Uniti e in Canada il 10 giugno 2001 con il titolo Walter and Henry sulla rete televisiva Showtime.
Altre distribuzioni:
- in Ungheria il 5 febbraio 2005 (Walter és Henry)
- in Svezia il 18 giugno 2005 (Walter och Henry)
- nel Regno Unito il 4 agosto 2006
- in Finlandia (Walter ja Henry)
- in Italia (Walter e Henry)

## Promozione
La tagline è: "A son must teach his father life's toughest lesson... how to be a family.".